# Эстевес да Кунья, Валдемар
Валдемар Эстевес да Кунья (порт. Waldemar Esteves da Cunha; 9 августа 1920, Сантус — 8 апреля 2013, Сантус) — до своей кончины был старейшим Королём Момо в Бразилии.

## Биография
Вальдемар Эстевес да Кунья родился в портовом городке Сантус в Бразилии 9 августа 1920 года. В течение многих лет он работал в семейной компании.
В 1950 году после марафона Доротея Дона на пляже в Сантусе его избрали Королём Момо.
Он был Momo Сантуса до 1990 года и до своей кончины был старейшим Королём Момо в Бразилии. В 1957 году из-за его болезни Королём Момо был избран Эдуардо из Рио-де-Жанейро. После 1957 года Валдемар был Королём Момо вплоть до 1990 года.
Выйдя на пенсию, Вальдемар жил в Сантусе со своей женой и четырьмя сыновьями и шестью племянниками.

## Фотогалерея

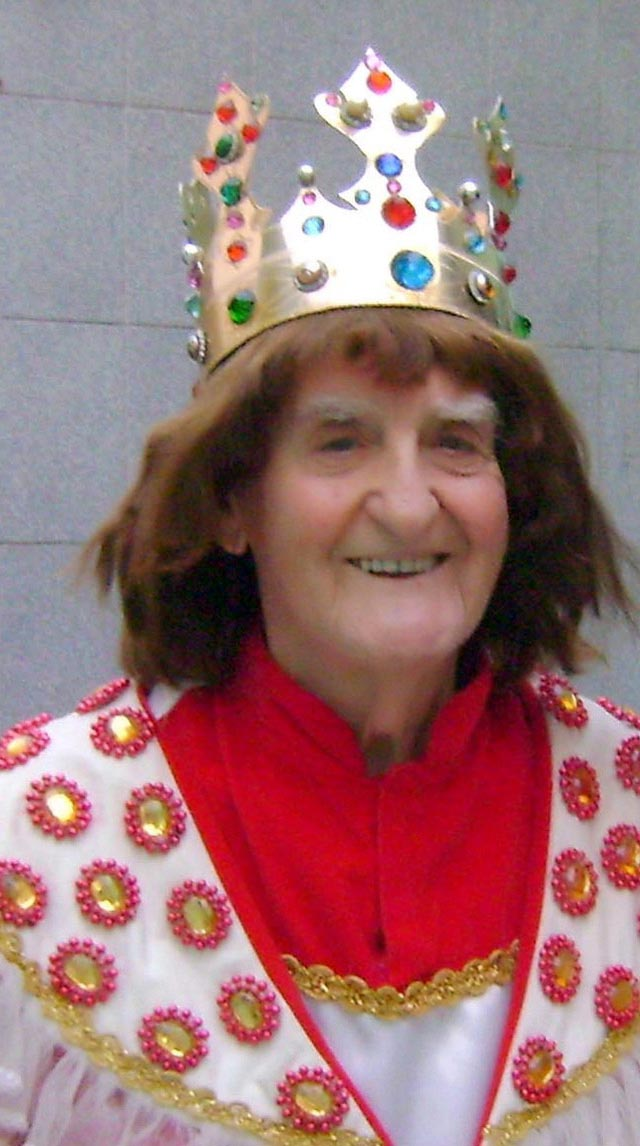
Король Момо Вольдемар (2008)
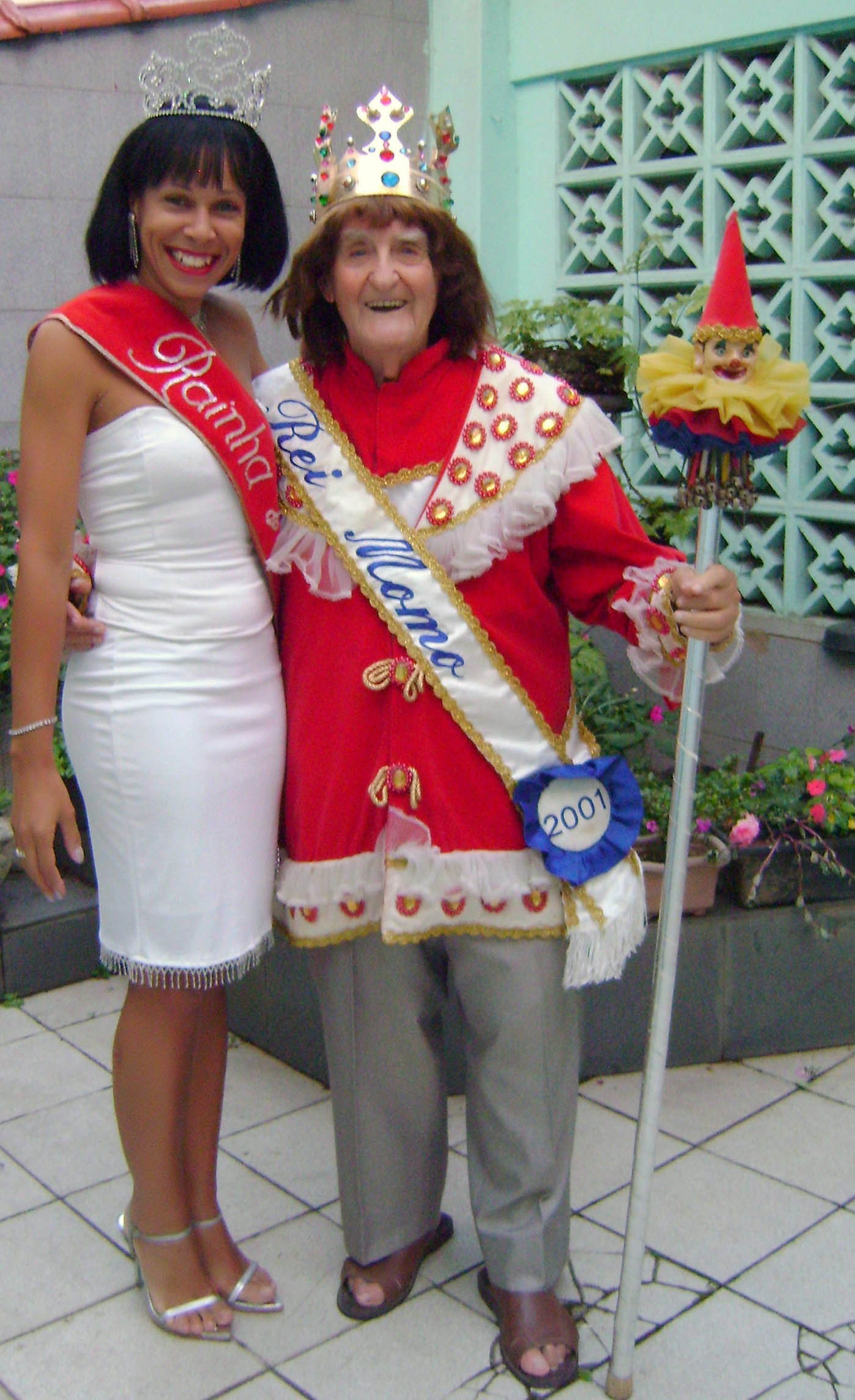
King Momo, with the band of peace-maker 2001, receives courtesy visit of Queen Andréa (Carnival 1989).